# Gustave Pierre Dagrant
Gustave Pierre Dagrant, ou Gustave Pierre Dagrand, est un peintre verrier né le 15 septembre 1839 à Bordeaux où il meurt le 21 décembre 1915.

## Biographie
Gustave Pierre Dagrant (ou Dagrand) nait à Bordeaux le 15 septembre 1839.
Lauréat de l'École des Beaux Arts de Bordeaux. Il a été l'élève de Joseph Villiet. Il est qualifié d'ouvrier peintre verrier sur son contrat de mariage du 1er octobre 1863. Il a épousé à Bordeaux Jeanne-Eugénier Chartier, le 3 octobre 1863. Il a eu de cette union plusieurs fils qui ont été peintres verriers et ses successeurs : Maurice (1870-1951), Charles (1876-1938), Victor (1879-1925), ainsi que son gendre, Albert Borel.
Ses parents étant propriétaires à Bayonne, il y crée son premier atelier. Dans les Landes, ses ateliers sont ceux qui ont réalisé le plus de vitraux, au total pour 93 édifices. Le seul atelier de Bayonne en a exécuté pour une trentaine d'églises.
Pour faire ses vitraux, Dagrant réalise probablement lui-même ses cartons en s'inspirant des thèmes mis à la mode en 1860 par les gravures de Johann Friedrich Overbeck (1789-1869) ou de Julius Schnorr von Carolsfeld (1794-1872). Il emploie aussi de nombreux cartonniers et peintres verriers qui sont spécialisés dans la réalisation des visages, les vêtements, les fonds, les bordures. Les peintres cartonniers peuvent signer les vitraux, comme le peintre bordelais François-Maurice Roganeau (1883-1973).
Son contrat de mariage donne son nom exact, Pierre-Gustave Dagrant, mais entre 1864 et 1889, il écrit son nom Dagrand et adopte le prénom Gustave-Pierre, qui ont été rectifiés par un jugement du tribunal, le 19 juillet 1889.
Dagrant installe son second atelier à Bordeaux vers 1873-1874, 7 cours Saint-Jean, dans l'immeuble acheté par sa belle-mère.
Il a participé à de nombreuses expositions et reçu plusieurs médailles le récompensant (1860, 1866, 1869, 1873). Il reçoit la médaille vaticane pour son travail en Italie et à Rome. Le pape Pie IX lui attribue la croix de chevalier de l'Ordre de Saint-Sylvestre.
Il est membre de la Société des amis des arts de Bordeaux, ainsi que de la société archéologique. En 1915, il devient membre du conseil municipal de Bordeaux où il est chargé des Beaux-Arts.
J.-J. Michaud écrit dans son livre : « À la fin du XIXe siècle l'entreprise est à son apogée et occupe une cinquantaine d'ouvriers [...] sa production est considérable [...] environ 3 000 édifices religieux et France et à l'étranger ».
Il se voit confier de nombreux travaux lors de restaurations d'églises du grand sud-ouest et d'Amérique latine.
Il est à remarquer que les productions de l'atelier de Bayonne sont signées Dagrand, tandis que celles de l'atelier de Bordeaux sont signées Dagrant ou Dagrand.
Il meurt à Bordeaux le 21 décembre 1915 et sa signature continuera d'être apposée sur les vitraux réalisés par son atelier jusqu'en 1945.

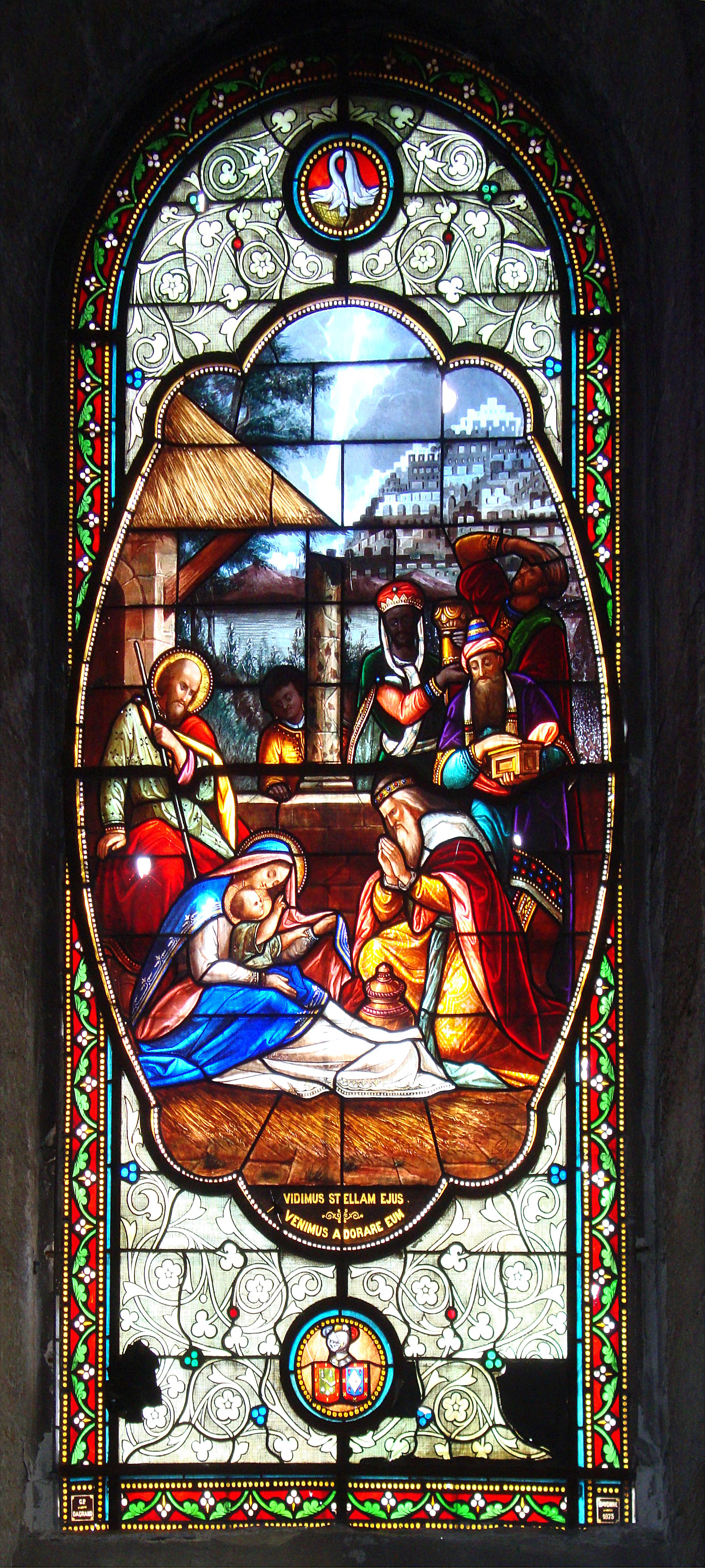
Vitrail signé G.P. Dagrand (en bas à gauche) en son atelier de Bayonne (en bas à droite).
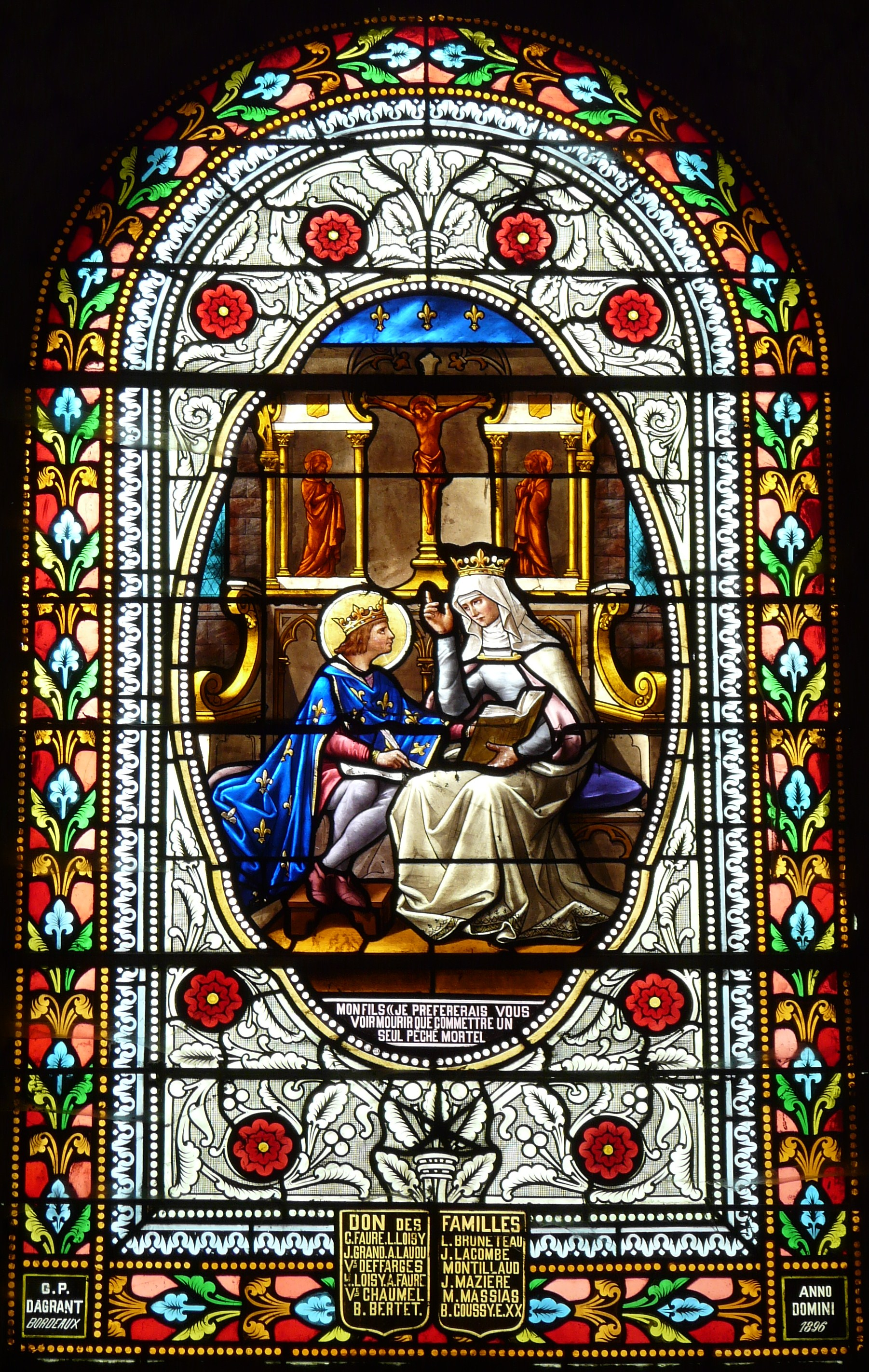
Vitrail signé G.P. Dagrant Bordeaux (en bas à gauche) Anno domini 1896 (en bas à droite)
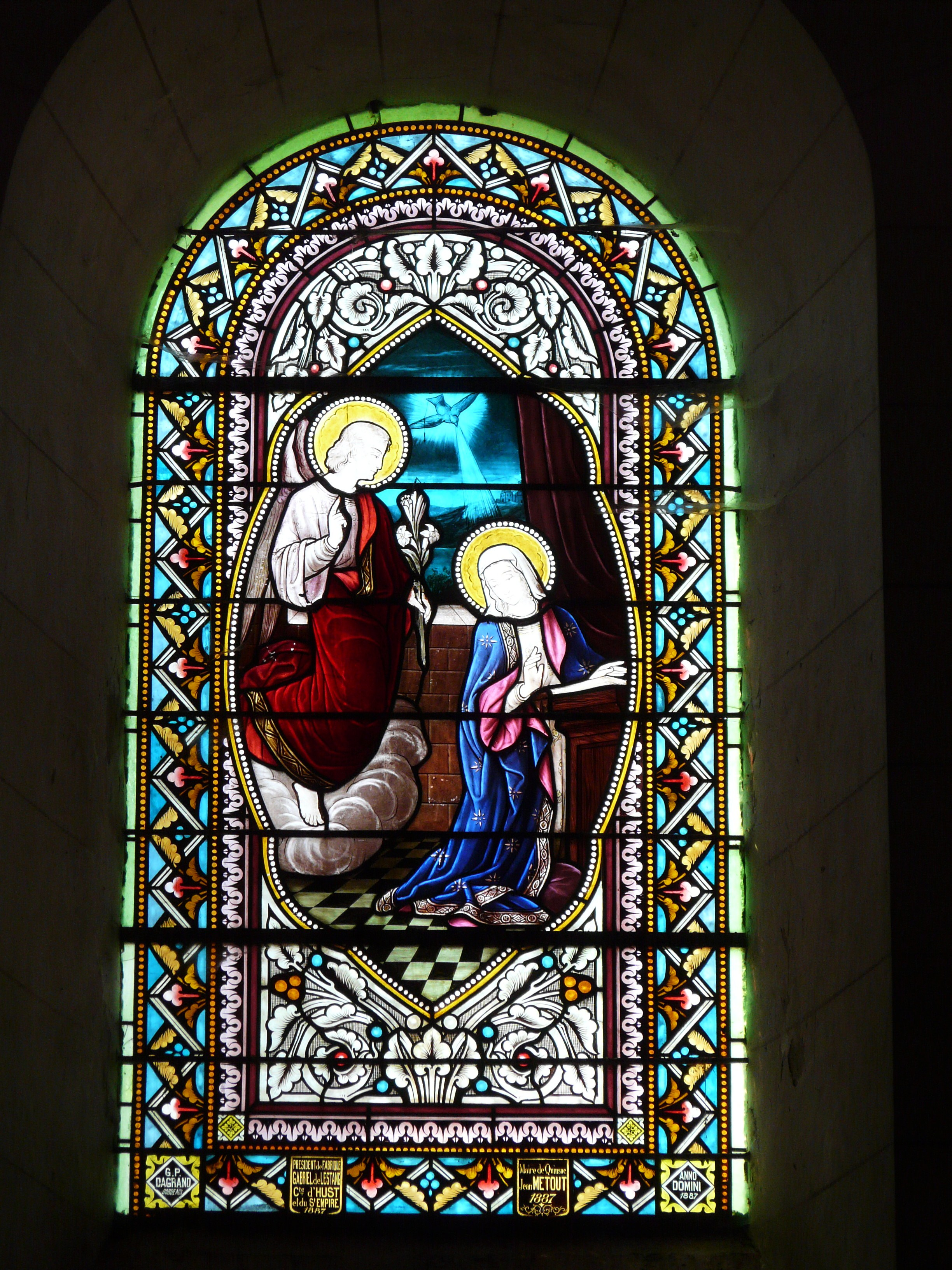
Vitrail signé G.P. Dagrand Bordeaux (en bas à gauche) Anno domini 1887 (en bas à droite)